# Podoschistus alpensis
Podoschistus alpensis är en stekelart som först beskrevs av Tohru Uchida 1928.  Podoschistus alpensis ingår i släktet Podoschistus och familjen brokparasitsteklar. Inga underarter finns listade i Catalogue of Life.